# Niwelacja
Niwelacja, pomiary wysokościowe – geodezyjne wyznaczanie różnicy wysokości pomiędzy punktami terenowymi. Wyróżnia się następujące rodzaje niwelacji:
- niwelacja hydrostatyczna – najdokładniejsza, korzystająca z zasady naczyń połączonych;
- niwelacja geometryczna – wykonywaną przy użyciu niwelatorów, polegającą na pomiarze długości odcinków pionowo ustawionych łat geodezyjnych;
- niwelacja trygonometryczna – wykonywaną przy użyciu tachimetrów, polegającą na pomiarze odległości poziomej oraz kąta pionowego, co umożliwia obliczenie nieznanej wartości różnicy wysokości korzystając z własności geometrycznych trójkąta prostokątnego;
- niwelacja barometryczna – najmniej dokładną, wykorzystującą regułę zmiany wartości ciśnienia atmosferycznego w zależności od wysokości nad poziomem morza;
- niwelacja fotogrametryczna – wysokość poszczególnych punktów odczytuje się na modelu przestrzennym (stereoskopowym), jaki powstaje w trakcie obserwacji pary zdjęć za pomocą specjalnych przyrządów;
- niwelacja satelitarna – wykonywana przy pomocy globalnego systemu nawigacji satelitarnej.

Do wykonania pomiarów wysokościowych niezbędne są niwelator lub teodolit (tachimetr) oraz łata niwelacyjna. Niwelacje wykonują dwie osoby z których jedna odczytuje wyniki z urządzenia, a druga ustawia łatę w wybranych miejscach. Wyniki pomiarów podawane są w odniesieniu do repera wysokościowego. Z jednego ustawienia niwelatora można wykonać wiele pomiarów. Gdy z danego stanowiska uzyska się już pożądaną ilość obserwacji można przestawić instrument w inne miejsce dokonując odczytu wstecz na łatę, następnie odczytując wynik z pomiaru w wybranym miejscu (tzw. odczyt w przód), ten schemat można powtarzać wiele razy, ostatni odczyt jest jednocześnie odczytem zamykającym ciąg niwelacyjny na reperze o znanej wysokości. W czasie dokonywania pomiaru należy zachować ostrożność, aby nie poruszyć niwelatora.
Wysokości normalne określa się z pomiarów geodezyjnych (niwelacji) nawiązanych do punktów podstawowej osnowy geodezyjnej.
W Polsce nieobowiązujący od 31 grudnia 2023 roku układ wysokościowy Kronsztad tworzyły wartości geopotencjalne podzielone przez przeciętne wartości przyspieszenia normalnego siły ciężkości, zwane „wysokościami normalnymi”, które były odniesione do średniego poziomu Morza Bałtyckiego w Zatoce Fińskiej, wyznaczonego dla mareografu w Kronsztadzie koło Sankt Petersburga (Federacja Rosyjska).
Od 2012 roku w Polsce obowiązuje układ wysokościowy PL-EVRF2007-NH, dla którego wysokości normalne odniesione są do średniego poziomu Morza Północnego, wyznaczonego dla mareografu w Amsterdamie.